# 서틴스 플로어 엘리베이터스

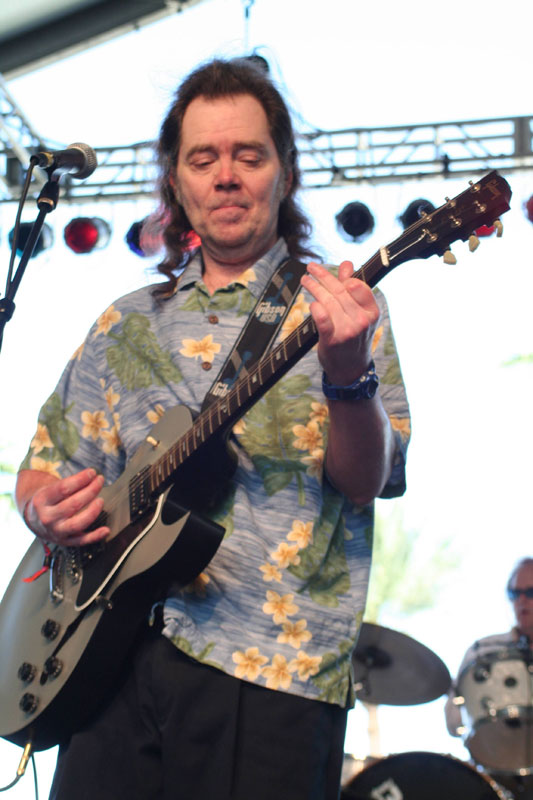

서틴스 플로어 엘리베이터스(13th Floor Elevators)는 사이키델릭 록 장르에서 가장 유명한 밴드 중 하나이다. 그들이 설사 사이키델릭 록의 시초가 아닐지라도 사람들은 그들을 시초로 규정한다. 그들은 세계적인 인기를 끈 제퍼슨 에어플레인, 그레이트풀 데드, 도어스 등 샌프란시스코에서 활동하던 당대의 사이키델릭 록 밴드들보다는 확실히 먼저 그런 사운드를 들려주었다. 그들은 개러지 록과 전위적인 음악적 실험을 혼합했다. 로키 에릭슨의 야생마적인 목소리와 리듬 기타, 스테이시 서덜랜드의 간결하지만 날렵한 리드 기타, 토미 홀의 환상적인 저그 연주는 여타 록 밴드에서는 들어볼 수 없는 진귀한 사운드를 들려주었다. 엘리베이터스는 60년대 중반에 텍사스 사람들의 의식을 넘어선, 그리고 당대 로큰롤이 보여준 한계를 넘어 새로운 영역을 개척했다. 그것은 한 때 전설이었던 사람들의 수준을 훨씬 뛰어넘는 것이었다.

## 결성
서틴스 플로어 엘리베이터스는 텍사스주 커빌에서 시작된다. 1963년, 스테이시 서덜랜드(1946년생)는 식당 주차장에서 시간을 보내고 있었고 존 아이크 와톤(1942년생)을 만났다. 와톤은 그의 음악을 들어주는 사람이라면 누구에게나 밴조 기타를 연주했다. 서덜랜드도 그에 이미 기타리스트로 재능이 있었는데 이때 그들은 최초로 대화를 했다. 곧 그들은 친구가 되었고 그들이 베니 터먼(1943년생, 이 때는 클래식 바이올린을 배웠지만 나중에는 베이시스트로 참여하게 된다.)을 만났을 때, 그들은 밴드를 만들었다. 그들이 결성한 링스맨에서 기타는 서덜랜드와 맥스 레인지, 베이스는 터먼, 드럼은 와톤이 맡았다. 텍사스주 포트 애런사스의 리조트 타운으로 그들은 꾸준히 공연을 했다. 그 동안 토미 홀은 텍사스 주립 대학교 학생이 되었고 화학 공학과 심리학을 배웠다. 홀은 매우 명석했고 철학에 관심이 많았으며 페요테 마약을 실험했던 오스틴 보헤미안의 그룹에 참여했다. 1964년에 홀은 유타 주에서 채집된 LSD실험에 참여하려했다. 그와 같은 실험을 했다는 기록은 없지만 그는 마약에 매우 흥미를 가지게 되었고 홀은 정신적, 심리적 발전에 마약이 중요한 도구가 될 것이라고 믿었다. 팝 음악이 밥 딜런과 비틀즈에 의해 수준이 높아지자, 홀은 그의 환각적이고 철학적인 아이디어가 로큰롤에 접목될 수 있다고 생각했다. 마리화나와 진정제에다가 강력한 맛을 넣었던 서덜랜드는 오스틴의 그룹에 참여했고 서로가 아는 지인을 통해 홀과 만났다. 링스멘의 연주를 보고 난 후 홀은 서덜랜드, 와톤 그리고 터먼과 새로운 밴드를 결성하기에 이른다.

## 데뷔
홀은 작곡에 훌륭한 재능을 가졌지만 보컬로스는 아니었기에 그룹은 리드 보컬이 필요했다. 로키의 친구로 알려진 로저 키너드 에릭슨(1947년생)은 스페이즈라고 불렸던 유명한 오스틴 밴드의 프론트맨이었다. 그들은 You're Gonna Miss Me라는 노래로 지역적인 인기를 끌었다. 홀과 서덜랜드는 에릭슨의 원초적이고 강력한 목소리가 그들의 밴드에 필요하다고 믿었으며 1965년 말 그들은 스페이즈에서 그를 꼬드겨 새로 결성된 서틴즈 플로어 엘리베이터에 가입하도록 했다. 그 이름은 이름이 밝혀지지 않은 어떤 마천루에서 따왔다고 한다. 1966년 초에 엘리베이터스는 콘택트 레이블에서 You're Gonna Miss Me를 다시 녹음했다. 새로 녹음된 버전은 원본보다 강력했으며 대단한 히트를 기록했다. 봄까지 그 녹음은 휴스턴의 새로운 레이블인 인터내셔널 아티스트 레코드에 의해 다시 발매를 제의받았으며 전국적인 인기를 끌게 되었다.

## 마약으로 인해 위기
엘리베이터스의 표면에서의 성공은 대단해보였지만 밑바탕은 그러지 못했다. 홀의 리더쉽 아래 엘리베이터스는 매일 LSD에 취한 채 리허설, 공연, 녹음 세션에 참여했다. 유일하게 홀만이 그것을 거부했는데 마약을 취한 상태로는 더 이상 투어를 하지 않겠다고 하였다. 그리고 그들의 싱글이 AM 라디오에서 인기를 끌기 시작할 때 밴드 멤버들은 아직 히피 시대가 도래하지 않은 텍사스 주의 영웅이 되었다. 밴드가 그들의 데뷔 음반인 The Psychedelic Sounds of the 13th Floor Elevators를 1966년 가을에 발매했을 때 홀은 그의 의식을 바꾸게끔 노력했던 남자의 이야기를 기록한, 독특한 해설을 넣자고 주장했다. 그룹이 LSD를 복용하던 시점은 그것이 불법이 아니었다. 그들이 습관적으로 피워댔던 마리화나는 그렇지 않았다. 이 시기에 You're Gonna Miss Me가 나온 것이다. 에릭슨, 홀, 서덜랜드 그리고 와톤은 마약 소지죄로 잡혔다. 그룹이 공연으로 바쁘던 시점이었지만 그들은 결국 감옥에 가게 되었다. 비록 이런 상황이었지만 엘리베이터스는 투어에 나섰고 아메리칸 밴드스탠드에 출연했다. 그곳은 딕 클락이 홀에게 천진스레 누가 그룹의 프론트맨이냐고 물었을 때 그가 “음 우리가 모두 프론트맨입니다.” 라고 말했던 곳이다.

## 여러 가지 위기
샌프란시스코에서 머무른 후, 엘리베이터스는 1967년 텍사스로 돌아왔고 두 번째 음반인 Easter Everywhere 작업을 하고 있었다. 샌프란시스코는 그들이 새롭게 떠오르는 록 씬이라는 점에서 강한 인상을 받았던 곳이며 오스틴이 오랜 친구인 재니스 조플린(이 때 그녀가 캘리포니아에서 이름을 떨치기 시작했다.)을 재회한 곳이다. 그 음반은 걸작이었지만 You're Gonna Miss Me만큼 인기를 끌진 못했다. 그리고 그것은 밴드가 분열되기 시작하던 시점에서 녹음되었다. 밴드의 비즈니스와, 인터내셔널 아티스트와의 관계 가화 등의 이유로 밴드를 떠나게 된다. 그리고 터먼도 그의 뒤를 이어 떠나게 된다. 데니 갈린도가 새로운 베이시스트로 들어왔으며 데니 토마스는 새로운 드러머 자리에 들어왔다. 밴드의 깨지기 쉬운 법적 상황은 투어 진행을 막았으며 그들은 앨범 홍보를 위해선 제한된 공연밖에 출연할 수 없었다. 휴스턴에서 라이브 앨범을 녹음하려했던 시도는 1968년 무대에서 마약에 취했던 서덜랜드에 의해 엉망이 되었다. 그 해는 인터내셔널 아티스트 레코드가 The 13th Floor Elevators Live를 발매했던 시점인데 그 음반은 대충 기존에 있었던 음반을 짜깁기한 터무니없는 음반이었다.
엘리베이터스의 마약 복용은 결국 그들의 발목을 잡았고 특히 에릭슨은 LSD의 지속적인 사용으로 무릎을 꿇게 된다. 병원에 실려가게 된 것이다. 동시에 홀은 밴드의 리더 역할에 지쳐버렸다. 그래서 서덜랜드는 그들의 세 번째이자 마지막 음반인 Bull of the Woods에서 실질적인 리더를 맡게 되었다. 에릭슨과 홀이 음반을 시늉에 불과한 수준으로 만들어버렸고 갈린도는 로니 리더맨으로 대체되었다. 인터내셔널 아티스트 레이블이 몇몇 곡에 호른을 녹음하자고 주장했음에도 그 음반은 엘리베이터스의 음반 중 가장 기본적인 음반이 되었다. 에릭슨이 1969년 마리화나로 다시 체포되자 그것은 밴드의 마지막을 알린 셈이 되었다. 특히 변호사의 조언에 따라 정신 이상이라는 변명을 댄 에릭슨이 오스틴 정신 병원을 가게 되었다. 홀과 몇몇 친구들은 로키를 풀어주려고 했으나 그는 스스로가 탈출하기 싫어했다. 결국 그는 범죄적인 정신 이상으로 러스크 감옥에 보내졌다. 그곳에서 그는 충격 요법과 정신 작용 약을 복용하도록 압력을 받았다.

## 해체, 솔로 활동
다양한 엘리베이터 출신의 사람들은 에릭슨이 석방된 후 70년대에 정기적으로 재결성 공연을 했다. 그러나 그것은 1978년에 끝이 나게 되었는데 서덜랜드가 부부싸움 도중에 아내에 의해 살해되었기 때문이다. 그 후 에릭슨만이 정기적으로 음악을 만들기 시작했으며 2010년 컴백으로 완전히 재기했음을 보여주었다. 2007년 작가 폴 드러몬드가 그룹의 일대기인 Eye Mind: The Saga of Roky Erickson and the 13th Floor Elevators, The Pioneers of Psychedelic Sound에 그들의 이야기를 자세히 실었다. 2009년 드러몬드는 엘리베이터스가 전성기를 누리던 시점에 녹음되었던 곡들을 모아, 10개 시디로 이루어진 박스셋인 Sign of the Three Eyed Men을 편집했다.